# Monte Midia
Il monte Midia (1.737 m s.l.m.) è una montagna dell'Appennino abruzzese, situata all'interno del gruppo montuoso dei monti Carseolani in Abruzzo. 

## Descrizione
Il monte Midia è situato nello spartiacque montano della piana del Cavaliere con la valle di Nerfa, nella Marsica occidentale. È incluso nel sottogruppo montuoso monte Midia e monte Padiglione dei monti Carseolani, nell'Appennino abruzzese, non distante dal confine geografico dell'Abruzzo con il Lazio. 
La cima a 1.737 m s.l.m. si raggiunge dai comuni marsicani di Cappadocia, Pereto e Tagliacozzo in provincia dell'Aquila.
Sulle pendici orientali della montagna si trova la località turistica, nonché stazione sciistica, di Marsia, situata a circa 1.450 m s.l.m.
Nell'area prossima dei monti Simbruini, si trova una tra le più vaste faggete presenti in Europa i cui accessi principali sono localizzati a Marsia, Camporotondo, nei pressi del rifugio di Campo Catino e a Roccacerro.

### Visuale dalla vetta
Dalla cima del monte Midia è possibile ammirare le altre vette dei monti Carseolani e del vicino parco naturale regionale Monti Simbruini. A nordest sono visibili le cime più alte del massiccio del monte Velino.

## Cartografia
- Cartografia ufficiale italiana dell'Istituto Geografico Militare (IGM) in scala 1:25.000 e 1:100.000, consultabile on line